# Twinkle☆Troupe
Twinkle☆Troupe（トゥインクル・トゥループ）は、2025年2月にデビューした日本の女性アイドルグループ。大阪府を拠点に活動するご当地アイドルであり、SAKURA entertainmentに所属している。

## 概要
- グループのキャッチフレーズは「笑顔弾けるきらめくテーマパークへようこそ」である。
- 一部のメンバーは同じSAKURA entertainment所属の奈良ご当地アイドルグループ「Le Siana（ルシャナ）」や堺、泉州ご当地アイドル「Culumi」や、「イロハサクラ」というグループとしても活動している。

## メンバー

### 正規メンバー
| なまえ                        | ニックネーム | 担当カラー | 生年月日               | 出身   | 活動期間        | 備考                       |
| ----------------------------- | ------------ | ---------- | ---------------------- | ------ | --------------- | -------------------------- |
| 芹沢 愛桜 （せりざわ あいる） | あいるちゃん | 紫         | 2007年11月15日（17歳） | 兵庫県 | 2025年2月11日 - | Culumi、イロハサクラ兼任   |
| 来栖 璃音 （くるす りおん）   | りおんちゃん | ピンク     | 2007年4月13日（18歳）  | 大阪府 | 2025年2月11日 - | Le Siana、イロハサクラ兼任 |
| 花咲 花奈 （はなさき はな）   | はなちゃん   | オレンジ   | 2011年2月9日（14歳）   | 奈良県 | 2025年2月11日 - | Culumi兼任                 |
| 夢見ノ みゆ （ゆみの みゆ）   | みゆちゃん   | 水色       | 2011年2月3日（14歳）   |        | 2025年2月11日 - |                            |

### 過去のメンバー
| なまえ                      | ニックネーム | 担当カラー | 生年月日             | 出身   | 活動期間                      | 備考       |
| --------------------------- | ------------ | ---------- | -------------------- | ------ | ----------------------------- | ---------- |
| 星峰あず (ほしみね あず)    | あずちゃん   | 黄         |                      |        | 2025年2月11日 - 2025年7月17日 |            |
| 真中 笑菜 （まなか えみな） | えみな       | 赤         | 2007年8月4日（18歳） | 大阪府 | 2025年2月11日 -2025年8月9日   | Culumi兼任 |

## 来歴

### 2025年
- 2月11日 6人組アイドルグループとしてデビュー
- 7月17日　星峰あずが活動終了
- 8月9日　真中笑菜卒業兼生誕ライブを開催

## 出演

### 定期ライブ
- Twinkle nightparade - A-kukanにて隔週金曜日19:30からの定期ライブ。